# Mar ben Mar Rab Huna
Rab Mar ben Mar Rab Huna († 614 [ד'שע"ד, Jüdischer Kalender] oder 620 [ד'ש"פ, Jüdischer Kalender]) war nach Iggeret Rav Sherira Gaon ab 609 der erste Gaon in Pumbedita sowie der Leiter der Akademie in Sura (Babylonien) am Ende der Regierungszeit des Sassanidenreiches.